# モンゴメリー郡 (インディアナ州)
モンゴメリー郡（英: Montgomery County）は、アメリカ合衆国インディアナ州の西部に位置する郡である。2010年国勢調査での人口は38,124人であり、2000年の37,629人から1.3％増加した。郡庁所在地はクロウフォーズビル市（人口15,915人）であり、同郡で人口最大の都市でもある。郡内は11の郡区に分かれており、それぞれ地方レベルのサービスを行っている。

## 歴史

### 初期の歴史と開拓
モンゴメリー郡となった地域に住んだ初期住人はマウンドビルダーと呼ばれるインディアンであり、大型の土盛り塚を造った。そのうちの2つが郡内南東部のフランクリン郡区にある。その後インディアンは少なくとも1832年まで地域を支配していた。
地域に入ってきた最初の白人開拓者はテネシー州出身のウィリアム・オフィールドであり、1821年に妻のジェニーと子供1人を連れ、クロウフォーズビルから南西に約5マイル (8 km)、オフィールド・クリークとシュガークリークが合流する地点近くに入植した。郡内で最初に政府が販売した土地は、1822年7月23日にジョン・ループに売られたスコット郡区の土地だった。その後の月日にさらに多くの土地が売られ、その大半はユニオン郡区にあった。開拓者はオハイオ州やケンタッキー州から移ってきた者が多く、またテネシー州、バージニア州、両カロライナ州から来た者もいた。
モンゴメリー郡は1822年12月21日にインディアナ州議会で成立した法により設立され、郡域を設定し、その政府組織を与えていた。郡名はアメリカ独立戦争の将軍であり、1775年12月31日にカナダのケベック市を攻撃中に戦死したリチャード・モントゴメリーに因んで名付けられた。郡で最初の選挙は1823年3月1日に行われ、61人の有権者が投票して、3人の郡政委員にウィリアム・オフィールド、ジェイムズ・ブレビンス、ジョン・マッカルーを選出した。郡政委員はまず監獄と郡庁舎を建てることにした。
1824年12月24日から数日間、クロウフォーズビルのノースウォーター通りで、アメリカ合衆国土地管理局によって大々的な土地の売却会が開かれた。多くの区画が競売で売却された。これで上がった収益金は大半が金と銀であり、樽に詰められ、ルイビルまでは荷馬車で運ばれ、オハイオ川を遡る船に積まれて、最終的にはワシントンD.C.まで運ばれた。その後の時代に開拓地が増えていった。

### 郡庁舎
モンゴメリー郡の初代郡庁舎は1823年6月28日に、「切り出された木材を使い...長さ26フィート (7.9 m)、2階建て、1階は床から梁まで9フィート (2.7 m)、2階は屋根まで7フィート (2.1 m)」として発注された。エリアカム・アシュトンが建設契約を請け負い、295ドルを掛け、1824年8月9日にメインストリート沿いの区画に完成させた。1825年、ヘンリー・リスタインに、「豚が快適な場所を見つけてねぐらとしないように」木を切り、郡庁舎の下から切りくずを拾い集める注文が発せされた。
二代目のより本格的な建物が1831年に注文され、3,420ドルでジョン・ヒューズに契約された。1833年に完成した建物は、40フィート (12 m) x 40フィートの煉瓦造り2階建てであり、上階は円屋根になっていた。後に母屋の北と東のウィングとして1階建ての棟が増築された。この建物は現在の公共広場に40年間建っていたが、1875年に取り壊された。
三代目の庁舎が現在建っているものであり、インディアナポリス市のジョージ・W・バンティングが初めて設計した郡庁舎だった。バンティングが建て、現在も州内に残っている6つの郡庁舎の1つである。バンティングは南北戦争の時に南軍大佐を務め、その後インディアナポリス市で自立していた。北軍のルー・ウォーレス将軍はモンゴメリー郡の住人であり、1875年の着工式にはスピーチを行った。この建物は15万ドルでコロンバスのマコーマック・スウィーニーが建設し、1876年に完成した。
この建物の礎石には記念品を収めた銅の箱が埋め込まれており、古い庁舎の鍵やヘンリー8世の貨幣が入っている。

## 地理
アメリカ合衆国国勢調査局に拠れば、郡域全面積は505.44平方マイル (1,309.1 km2)であり、このうち陸地504.61平方マイル (1,306.9 km2)、水域は0.83平方マイル (2.1 km2)で水域率は0.16％である。

### 主要高規格道路
| - 州間高速道路74号線 - アメリカ国道136号線 - アメリカ国道231号線 - インディアナ州道25号線 | - インディアナ州道32号線 - インディアナ州道47号線 - インディアナ州道59号線 - インディアナ州道234号線 |

#### 鉄道
- CSXトランスポーテーション

### 隣接する郡
- ティピカヌー郡 - 北
- クリントン郡 - 北東
- ブーン郡 - 東
- ヘンドリックス郡 - 南東
- パットナム郡 - 南
- パーク郡 - 南西
- ファウンテン郡 - 西

## 気候と気象
近年、郡庁所在地であるクロウフォーズビル市の平均気温は1月の14°F (-10 ℃) から7月の85°F (29 ℃) まで変化している。過去最低気温は1994年1月に記録された-31°F (-35 ℃) であり、過去最高気温は1988年6月に記録された102°F (39 ℃) である。月間降水量は2月の2.02インチ (51 mm) から6月の4.28インチ (109 mm) まで変化している。

## 郡政府
郡政府は憲法による政体であり、インディアナ州憲法とインディアナ州法典によって特別の権力を認められている。

### 郡政委員会
郡政委員会は郡政府の立法府であり、郡の歳出や歳入を管理している。委員は郡内の選挙区から選出され、任期は4年間である。給与、年間予算、特別支出を設定する責任がある。郡レベルで所得税や資産税、消費税、サービス税を課する限定付き権限があるが、所得税と資産税は州の承認を要する。

### 行政委員会
行政委員会は郡政府の行政府である。委員は郡全体を選挙区に選出され、任期は4年間で2年毎に半数が改選される。委員の一人、通常は最も経験のある者が議長になる。行政委員会は郡政委員会が決めた法を実行し、税金を集め、郡政府の日々の機能を管理する責任がある。

### 郡裁判所
郡は幾らかの民事訴訟を扱うことのできる小規模裁判所を維持している。判事は4年間任期で選出され、インディアナ州法廷弁護士協会の会員でなければならない。判事を補助するのがコンスタブルと呼ばれる法執行官であり、やはり4年間任期で選出される。特定の事件における判決に対しては、州レベルの巡回裁判所に控訴できる。

### 郡政府役人
上記以外に、保安官、検視官、監査官、財務官、登記官、測量士および巡回裁判所事務官が選挙で選ばれている。任期は4年間であり、郡政府の異なる部門を監督している。郡政府に選ばれる役人は支持政党を公にすることが求められ、また郡の住人でなければならない。
各郡区には消防と救急サービスを管理し、生活保護と墓地の管理などを行う委託者がいる。これを3人の委員からなる郡区委員会が補助する。委託者と郡区委員は4年間任期で選出される。
モンゴメリー郡はアメリカ合衆国下院議員インディアナ州第4選挙区に属している。インディアナ州議会上院では第23選挙区に属しており、下院では第28および第41選挙区に属している。

## 図書館
モンゴメリー郡には幾つかのカーネギー図書館がある。1900年代初期にアンドリュー・カーネギーの認可で建設された。クロウフォーズビル地区公共図書館を除いて全てが現在も使われている。クロウフォーズビル地区公共図書館は、収蔵図書が増えて手狭になったので、2005年にサウス・ワシントン通りの新しい場所に移転した。古い建物は現在モンゴメリー郡の歴史に宛てられた博物館であるモンゴメリー郡カーネギー博物館になっている。その他の図書館として、ウェイブランド・ブラウン郡区公共図書館、ダーリントン・フランクリン郡区公共図書館、リンデン・マディソン郡区公共図書館がある。

## 人口動態
以下は2000年の国勢調査による人口統計データである。
| 基礎データ - 人口: 37,629人 - 世帯数: 14,595 世帯 - 家族数: 10,245 家族 - 人口密度: 29人/km2（75人/mi2） - 住居数: 15,678軒 - 住居密度: 12軒/km2（31軒/mi2） 人種別人口構成 - 白人: 96.77% - アフリカン・アメリカン: 0.77% - ネイティブ・アメリカン: 0.19% - アジア人: 0.42% - 太平洋諸島系: 0.03% - その他の人種: 1.10% - 混血: 0.71% - ヒスパニック・ラテン系: 1.62% 先祖による構成 - ドイツ系：23.2％ - アメリカ人：22.4％ - イギリス系：12.9％ - アイルランド系：12.7％ | 年齢別人口構成 - 18歳未満: 26.0% - 18-24歳: 9.0% - 25-44歳: 28.6% - 45-64歳: 22.6% - 65歳以上: 13.9% - 年齢の中央値: 37歳 - 性比（女性100人あたり男性の人口） - 総人口: 99.6 - 18歳以上: 97.8 世帯と家族（対世帯数） - 18歳未満の子供がいる: 33.4% - 結婚・同居している夫婦: 57.6% - 未婚・離婚・死別女性が世帯主: 8.6% - 非家族世帯: 29.8% - 単身世帯: 25.3% - 65歳以上の老人1人暮らし: 11.0% - 平均構成人数 - 世帯: 2.50人 - 家族: 2.97人 収入と家計 - 収入の中央値 - 世帯: 41,297米ドル - 家族: 48,7796米ドル - 性別 - 男性: 36,612米ドル - 女性: 23,010米ドル - 人口1人あたり収入: 18,938米ドル - 貧困線以下 - 対人口: 8.3% - 対家族数: 6.1% - 18歳未満: 11.2% - 65歳以上: 7.0% |

## 郡区
モンゴメリー郡は下記11の郡区に分割されている。
| - ブラウン - クラーク - コールクリーク | - フランクリン - マディソン - リプリー | - スコット - シュガークリーク - ユニオン | - ウォルナット - ウェイン |

## 都市と町
| - アラモ - クロウフォーズビル - 郡庁所在地 - ダーリントン | - ラドガ - リンデン - ニューマーケット | - ニューリッチモンド - ニューロス - ウェイブランド | - ウェインタウン - ウィンゲイト |

### 未編入の町
| - バルヒンチ - ボウワーズ - ブラウンズバレー - チェリーグローブ | - デイアズミル - エルムデール - ガーフィールド - レイクホリデイ | - リンズバーグ - メイス - パーカーズバーグ - シャノンデール | - スマーツバーグ - ウェズリー - ホワイツビル - ユーンツビル |

### 廃村
| - ベックビル - ビンフォード | - フレデリクスバーグ | - ノースユニオン - トラウトマン |